# Ерик Ромер
Жан Мари Морис Шерер или Морис Анри Жозеф Шерер, познат као Ерик Ромер (Тил, 21. март 1920 — Париз, 11. јануар 2010) био је француски филмски редитељ, филмски критичар, новинар, романописац, сценариста и учитељ.

## Биографија
Ромер је био последњи од редитеља француског новог таласа после Другог светског рата који се етаблирао. Уређивао је утицајни филмски часопис Свеске Биоскопа од 1957. до 1963. године, док је већина његових колега — међу њима Жан-Лик Годар и Франсоа Трифо — чинила транзицију од критичара до филмских стваралаца и привлачећи међународну пажњу.
Он је стекао међународно признање око 1969. када је његов филм My Night at Maud's номинован за Оскара. Освојио је Међународни филмски фестивал у Сан Себастијану са Клериним коленом 1971. и Златног лава на Венецијанском филмском фестивалу за филм Зелени зраци 1986. Ромер је добио Златног лава за каријеру на Венецијанском филмском фестивалу 2001. године.
Након Ромерове смрти 2010. године, његова читуља у Дневном Телеграфу описала га је као „најиздржљивијег филмског ствараоца француског новог таласа“, који је надживео своје вршњаке и „и даље прави филмове које јавност жели да види“ касно у његовој каријери.

## Одабрана филмографија
Дугометражни играни филмови
- 1962 The Sign of Leo
- 1967 The Collector
- 1969 My Night at Maud's
- 1970 Claire's Knee
- 1972 Love in the Afternoon
- 1976 The Marquise of O...
- 1978 Perceval le Gallois
- 1980 Catherine de Heilbronn
- 1981 The Aviator's Wife
- 1982 A Good Marriage
- 1983 Pauline at the Beach
- 1984 Full Moon in Paris
- 1986 The Green Ray
- 1987 My Girlfriend's Boyfriend
- 1987 Four Adventures of Reinette and Mirabelle
- 1988 Le trio en si bémol
- 1990 A Tale of Springtime
- 1992 A Tale of Winter
- 1993 The Tree, The Mayor, and the Mediatheque
- 1995 Rendezvous in Paris
- 1996 A Tale of Summer
- 1998 A Tale of Autumn
- 2001 The Lady And The Duke
- 2004 Triple Agent
- 2007 Romance of Astree and Celadon